# KS FKS Stal Mielec
El Stal Mielec és un club de futbol polonès de la ciutat de Mielec.

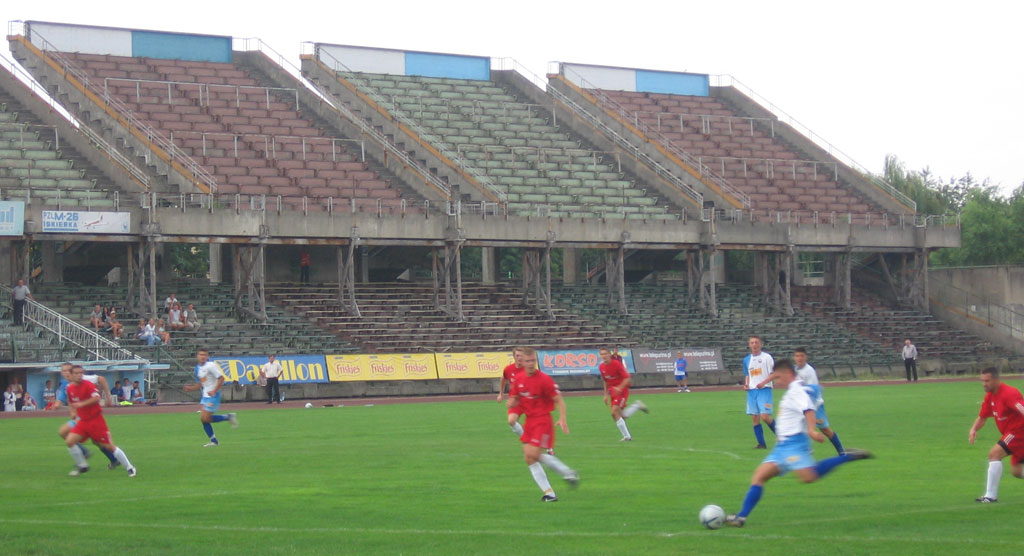
Antic estadi Municipal Grzegorz Lato.

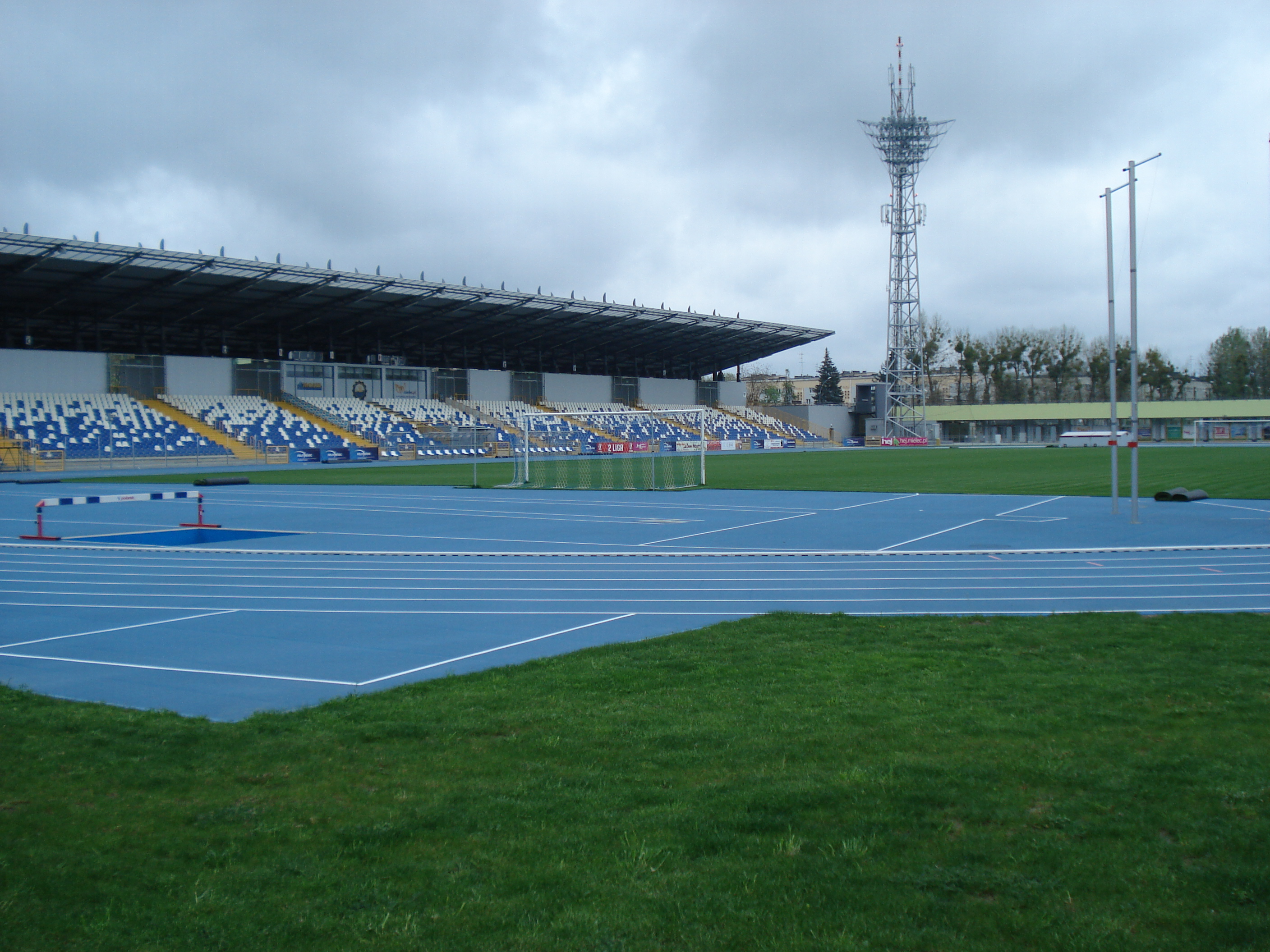
Nou estadi Municipal Grzegorz Lato.

## Història
Evolució del nom:
- 1939: KS PZL Mielec
- 1945: RKS PZL Zryw Mielec
- 1949: ZKS Stal Mielec
- 1957: FKS Stal Mielec
- 1977: FKS PZL Stal Mielec
- 1995: MKP Mielec
- 1997: MKP Stal Mielec
- 2003: KS FKS Stal Mielec

## Palmarès
- Lliga polonesa de futbol:[1]
  - 1973, 1976
- Copa polonesa de futbol:[2]
  - Finalista el 1975–76

## Jugadors destacats
- Grzegorz Lato
- Henryk Kasperczak
- Andrzej Szarmach
- Jan Domarski
- Dariusz Kubicki
- Zbigniew Hnatio
- Włodzimierz Ciołek
- Zygmunt Kukla